# ديميتريوس بابادوبولوس (لاعب كرة قدم)
ديميتريوس بابادوبولوس (باليونانية: Δημήτρης Παπαδόπουλος)‏ هو لاعب كرة قدم يوناني في مركز الهجوم، ولد في 1 مارس 1950 في كاندية في إمارة إقريطش، وتوفي في 31 يناير 2020. لعب مع إيرغوتيليس.